# Miranda Tatari
Miranda Tatari (Koprivnica, 20. rujna 1983.), hrvatska rukometašica, članica i kapetanica rukometnog kluba Podravka Vegeta i Hrvatske rukometne reprezentacije. Igra na poziciji srednji vanjski.

## Karijera
Miranda je nastupala za mlađu kadetsku, kadetsku i juniorsku reprezentaciju Hrvatske. S reprezentacijom Hrvatske sudjelovala na Europskom prvenstvu u Turskoj 2001. i osvojila 4. mjesto. Bila je članica mlađe kadetske reprezentacije od osnivanja 1996. godine. S kadetkinjama RK Podravka osvojila srebro na državnom natjecanju u Đurđevcu gdje je proglašena najboljim igračem prvenstva. Osvojila je broncu na državnom natjecanju 2000. godine i bila u najboljoj sedmorci prvenstva. 2009. godine potpisala je novi ugovor s RK Podravkom na četiri godine.